# Polycarpus Augin Aydin
Mor Polycarpus Augin Aydin (Syrisch: ܡܪܝ ܦܘܠܝܩܪܦܘܣ ܐܘܓܝܢ ܐܝܕܝܢ) (Qritho d'Ito, 10 juni 1971) is aartsbisschop van de Syrisch-orthodoxe Kerk van Antiochië in Nederland.

## Vroege leven
Hij is als Edip Aydin (Syrisch: ܐܕܝܒ ܐܝܕܝܢ) geboren in 1971 in het dorpje Qritho d'Ito in de buurt van Nisibis, de stad van St. Efrem de Syriër, Turkije. Na de voltooiing van het elementair onderwijs in het dorp, verbleef hij vanaf 1982 in het Mor Gabriel-klooster nabij Midyat waar hij opgeleid werd in zowel de Syrische taal als in de literatuur evenals in traditionele Syrische theologie en liturgie.

## Theologie
Na het secundaire onderwijs in Turkije, ging Aydin naar Engeland om zijn studie in theologie voort te zetten. Hij verbleef hier eerst een aantal maanden bij de Benedictijner gemeenschap van Alton Abbey in Hampshire om Engels te leren. Hierna vervolgde hij zijn studie aan het Heythrop College van de Universiteit van Londen en behaalde hij de “Bachelor's Degree in Divinity” (Bachelor Graad in Theologie) in 1995. Tijdens deze opleiding verbleef hij bij de broeders Karmelieten. Daarna ging hij als gaststudent naar de Universiteit van Oxford, waar hij ook een jaar studeerde. Hier bracht hij een jaar bij het Instituut voor Oriëntalistiek door waar hij de graad “Master of Syriac Studies” behaalde. Hij studeerde af onder de supervisie van Sebastian Brock, hoogleraar in Syrische taal en theologie. In augustus 1997 werd hij lid van de St. Vladimir's Orthodox Theological Seminary in Crestwood, New York waar hij de driejarige studie “Master of Divinity” voltooide. Op 20 mei 2000 studeerde hij af. De titel van zijn afstudeerscriptie was: "De geschiedenis van de Syrisch Orthodoxe kerk van Antiochië in Noord-Amerika: uitdagingen en kansen"
Op 21 mei 2011 kreeg hij de graad Doctor of Philosophy aan het Princeton Theological Seminary in  New Jersey op het gebied van vroege kerkgeschiedenis en oecumene, onder supervisie van prof. Kathleen McVey. De titel van zijn dissertatie is Comparing the Syriac Order of Monastic Profession with the Order of Baptism both in External Structure and in Theological Themes.

## Pastorale leven
Op 7 oktober 2001, werd hij gewijd tot monnik door Mor Ignatius Zakka I Iwas, patriarch van Antiochië in het St. Efrem klooster in Damascus. Hier kreeg hij de naam Augin. Op 4 augustus 2002 werd hij in het klooster van Mor Gabriel gewijd tot priester.
Na het overlijden van de aartsbisschop van Nederland en Midden-Europa Mor Julius Yeshu Çiçek in 2005, nam de synode het besluit om Augin Aydin te wijden tot patriarchaal vicaris en metropoliet voor het aartsbisdom Nederland.
Op 15 april 2007 wijdde patriarch Ignatius Zakka I Iwas, Aydin tot metropoliet met de naam Polycarpus, naar de in de tweede eeuw levende Polycarpus van Smyrna. De inauguratieplechtigheid vond plaats op 29 april 2007 in het Mor Ephrem Klooster in Glane, Nederland.

## Werken
De Syrische taal en literatuur in vogelvlucht.